# 钱学明
钱学明（1960年7月—），男，汉族，浙江嘉善人，中华人民共和国政治人物，中国民主建国会中央委员会常务委员，第十一、十二届全国政协委员，现任广西壮族自治区政协副主席。